# Cat Barnekow
Catherine „Cat“ Ruth Barnekow (* 14. September 1990 in Santa Rosa, Kalifornien) ist eine US-amerikanisch-philippinische Fußballspielerin.

## Leben
Barnekow besuchte in ihrer Geburtsstadt die Santa Rosa High School und machte 2007 hier ihren High-School-Abschluss. Im Herbst 2008 schrieb sie sich dann am Santa Rosa Junior College ein, bevor sie 2009 an der University of North Carolina at Greensboro ihr Studium begann. Im Frühjahr 2013 beendete sie ihr Kinesiologie Studium.

## Karriere
Barnekow begann ihre Karriere mit Santa Rosa United. Während ihrer Zeit für SR United, spielte sie bis 2007 für Santa Rosa Panthers dem Athletic Women Soccer Team der Santa Rosa High School. Nach ihrem High-School-Abschluss spielte sie in ihrer Zeit bei Santa Rosa Junior College für die Bear Cubs, bevor sie 2009 an die University of North Carolina at Greensboro ging. Dort spielte sie für die UNCG Spartans und in den Semesterferien 2010 für die Santa Rosa Stars in der North Bay League, sowie 2011 für das kanadische WPSL team Ottawa Fury. In den Semesterferien 2012 spielte sie in der WPSL für Sonoma County Sol. Seit dem Ende ihres Studium's spielt sie für Salamanca Soccer in ihrer Heimatstadt Santa Rosa (Kalifornien).

### International
Barnekow nahm für die Philippinische Fußballnationalmannschaft der Frauen am LA Viking Cup teil und spielte ihr offizielles Debüt am 26. Mai 2013 gegen den Bangladesch.